# 大眼尖吻慈鯛
大眼尖吻慈鯛，為輻鰭魚綱鱸形目隆頭魚亞目慈鯛科的其中一種，分布於非洲馬拉威湖流域，為特有種，體長可達11.5公分，棲息在底層水域，生活習性不明。

## 擴展閱讀
維基物種上的相關：大眼尖吻慈鯛